# Щаблыкин, Максим Иванович
Максим Иванович Щаблыкин (р. 13 июля 1970, Ростов-на-Дону, Ростовская область) — российский государственный и политический деятель, депутат Государственной Думы VII созыва (с 5 октября 2016 года).

## Биография
В 1987 году окончил школу № 34 и поступил в Ростовский институт сельскохозяйственного машиностроения, ДГТУ по специальности «Автоматизация и комплексная механизация в машиностроении».
Во время обучения активно занимался спортом, футболом и легкой атлетикой, призёр многих соревнований. Много времени отдавал общественной и профсоюзной работе в ВУЗе.
Для приобретения практического опыта в профессии совмещал обучение с работой, работал по специальности как совместитель.
Окончил обучение в 1992 году. Присвоена квалификация — инженер-электромеханик.
Воинское звание — капитан.
После окончания университета был приглашен преподавателем на кафедру прикладной математики и вычислительной техники, занимался научной работой, автор ряда научных статей.
Совмещал научную работу с практической деятельностью в сфере проектирования и создания автоматизированных систем управления для подразделений Сургутнефтегаз.
С 1998 по 2013 год — генеральный директор ООО ПКФ «Донметалл-2000».
В 2010 году стал членом ВПП Единая Россия, в 2012 вошел в состав Ростовского регионального политического совета ВПП «ЕДИНАЯ РОССИЯ».
В марте 2010 года избран депутатом городской Думы города Шахты пятого созыва по избирательному округу № 10 где работал заместителем Председателя комитета по жилищно-коммунальному хозяйству и в комитете по местному самоуправлению и молодежной политике. Входил в ряд рабочих групп по разработке правил благоустройства, чистоты и порядка, по обеспечению работы общественного городского транспорта, по организации парковочных мест на территории города.
В марте 2012 года избран депутатом Законодательного Собрания Ростовской области четвёртого созыва по Новошахтинскому избирательному округу № 6.
В 2013 году избран депутатом Законодательного Собрания Ростовской области пятого созыва по Новошахтинскому избирательному округу № 7. С 2013 года по октябрь 2016 года занимал должность председателя комитета Законодательного Собрания Ростовской области по местному самоуправлению, административно-территориальному устройству и делам казачества.
С 2015 года член центрального совета Всероссийского Совета местного самоуправления ВСМС. В 2017-2020 году заместитель председателя Общенациональной ассоциации ТОС, в настоящее время - член правления ОАТОС России. Награждён почетным знаком Всероссийского Совета местного самоуправления «За заслуги в развитии местного самоуправления», благодарностью Председателя Государственной Думы ФС РФ "За вклад в законотворческую деятельность и развитие парламентаризма в Российской Федерации", благодарностью заместителя Председателя Государственной Думы ФС РФ С.И. Неверова "За активную работу в период осенней сессии 2019 года и существенный вклад в развитие законодательства Российской Федерации", памятным знаком "Законодательное Собрание Ростовской области - 25 лет" и другими наградами. В 2020 году награжден нагрудным знаком "Почетный работник охотничьего хозяйства".
На выборах в Государственную думу Федерального Собрания РФ VII созыва (18 сентября 2016 года) баллотировался от партии «Единая Россия» по 154 Шахтинскому одномандатному избирательному округу, Ростовская область, и был избран депутатом.

## Законотворческая деятельность
С 2016 по 2020 год, в течение исполнения полномочий депутата Государственной Думы VII созыва, выступил соавтором 45 законодательных инициатив и поправок к проектам федеральных законов.